# Mikołaj Chwałkowski
Mikołaj Chwałkowski (ur. ok. 1650 we Wschowie, zm. po 1700) – polski prawnik i historyk.

## Życiorys
Urodził się około 1650 we Wschowie w Wielkopolsce. Początkowe nauki pobierał w rodzinnym mieście, a następnie studiował w akademii we Frankfurcie nad Odrą. Po powrocie do kraju pracował dla księcia Kurlandii Jakuba jako rezydent na dworze polskim. Zdobył zaufanie króla Jana III, który w 1676 potwierdził szlachectwo jemu i jego braciom Janowi i Jerzemu. Od 1696 był posłem kolejnego władcy Kurlandii Fryderyka Kazimierza na dworze polskiego monarchy.

## Twórczość
Jest autorem dzieł:
- Regni Poloniae jus publicum ex Statutis et Constitionibus depromptum, Regiomont. 1676, kolejne wydania w 1683 i 1685 były znacznie rozszerzone,
- Singularia guedam Polonica, Leopoli m off. Mielczewski, 1686, cztery wydania do 1698,
- Principum occupationes singulares, omnia, vota, fata, Varsaviae: typis Caroli Ferdinandi Schreiber 1690
- Pamiętnik albo kronika mistrzów i książąt pruskich, tudzież historyja Inflantska i Kurlandyi, z przydaniem rzeczy pamięci godnych, z rozmaitych kronikarzów zebrana, oraz jest szwedzka i moskiewska wojna, za panowania Najaśn. króla Augusta, Poznań, 1712

Ostatnia pozycja wydana została po śmierci Chwałkowskiego przez księgarza poznańskiego Tobiasza Kallera.